# تاغوتشي جونوسكي
تاغوتشي جونوسكي ممثل ومغني ياباني.

## البطاقة الشخصية
اسمه: 田口淳之介
بالروماجي: Taguchi Junnosuke
القابه: (Junno)،(Junnosukebe)،(Jun)،(Taguchi-kun)
تاريخ الميلاد: 29 نوفمبر 1985
مكان الميلاد: كاناغاوا، اليابان
الطول : 182سم
الوزن : 65 كغم
البرج : القوس
فصيلة الدم : AB
وكالة المواهب : جوني للترفيه
نوع الموسيقى: J-Rock,J-Pop

## نشأته
وُلد تاغوتشي جونوسكي بـ كاناغاوا، طوكيو في 29 نوفمبر 1985. وهو الولد الثالث لأبوين، لديه أخ وأخت أكبر منه. انتقل جونو لأكثر من منظقة أثناء طفولته مثل ناغويا، سوجي، سينداي وكاناغاو، حتى استقر بعدها في طوكيو. يمتلك جونو العديد من المهارات الرياضية، حيث شارك في العديد من النوادي الرياضية أثناء سنين دراسته، وتعلم الكثير من الرياضات مثل كرة القدم وكرة السلة والتنس وقيادة اليخوت، لكن الرياضة التي يجيدها هي كرة السلة وكرة الطائرة. بدأ بتعلم الرقص النقري منذ المرحلة الابتدائية، حيث كانت والدته واخته الكبرى تمارسان الباليه، لذا أراد أن يتعلم شيئا مقاربا لهم فجعلته والدته يتعلم الرقص النقري. حين كان في المرحلة المتوسطة والثانوية كان يمتلك فان كلوب خاص به بسبب شعبيته في المدرسة.

## نبذة عنه
تاغوتشي جونوسكي، صاحب الحرف T الأول في فرقة كاتون اليابانية. تقدم بطلب الانضمام إلى شركة جوني بعد أن شاهد برنامج SMAP×SMAP واعجب به. بعد سنتان من إرساله لطلب الانضمام تلقى دعوة لحضور الاختبار، ومن بعدها تم قبوله في الشركة. تميز جونو بابتسامته الجذابة ومهارته في الحركات البهلوانية. يعتبر جونو أحد أفضل 10 افراد في شركة الجونيز من ناحية الحركات البهلوانية. يمتلك جونو اهتماما شديدا بالبيلياردو، بدأ بممارسة اللعبة عام 2005، وعلا مستواه فيها حتى أصبح يشارك في المبارايات الدورية للهواة.
الجونيز جونيورز
الفرق التي انضم لها من بعد انضمامه للشركة، أي بي دي وكانت فرقة مكونة من أكانيشي جين وتاغوتشي جونوسكي وزميلهم في الشركة جيمي مايكي. تم تكوين هذه الفرقة أثناء برنامج هاداكا نو شونين حيث كانو من ضمن المذيعين الأساسين في البرنامج. كوّن جونو فريق يسمى بداجاري جروب ومعه اثنان من الجونيز جونيورز هما إينو كي من جي جي اكسبرس سابقاً وحالياً من فرقة هي سي جمب، وأساكا كوداي من جي جي اكسبرس حيث يقوم بفقرة في حلقات شونين كلوب يقول فيها مزحاته المبنية على التلاعب بالكلمات التي يحبها ويمارسها دائماً.
مع كاتون
تم اختيار جونو ليكون فرد من فرقة كاتون التي تم تكوينها عام 2001 من قبل السينباي لهم دوموتو كويتشي وذلك ليكونوا الفرقة الراقصة خلفه في برنامج بوب جامب. في عام 2004 وأثناء مشاركته مع كاتون في مسرحية «دريم بويز» من بطولة تاكي، تعرض جونو لإصابة شديدة في الركبة ألزمته الخضوع لعملية جراحية اضطر على إثرها أن ينقطع عن العمل ويبقى في المستشفى. بعدها استطاع أن يعود لمزاولة الرقص والحركات البهلوانية، حتى أنه عاد للقيام بذات الحركة التي تسببت بإصابته. في عام 2006 تم ترسيمهم واصدار أول ألبوم لهم بعنوان «رييل فيس» الذي نجح نجاحاً كبير حيث فاقته مبيعاته حصيلة مبيعات العديد من الفرق الغنائية الأخرى وقتها وذلك من أول ألبوم لهم.

## أغاني السولو الخاصة به
- Bpop time
- Kuruikaketa Haguruma
- Seishin
- Samurai*Love*Attack
- Natsu no Basho
- WIND
- Love Music
- Girls

## الأعمال الخاصة به
دراما
| سنة العرض | القناة  | عنوان الدراما                                         | الدور           |
| --------- | ------- | ----------------------------------------------------- | --------------- |
| 2001      | Asahi   | اوماي نو يوكيتشي غا نايتيرو                           | هيجيكاتا هاروكي |
| 2005      | Nihon   | غامباتي إيكيماشوي (من الحلقة 4 بديلاً عن هيروكي أوتشي) | ناكادا سابورو   |
| 2007      | Fuji TV | هانايومي تو بابا                                      | ميورا سيجي      |
| 2007      | Nihon   | يوكان كلوب                                            | بيدو غرانماري   |
| 2009      | TBS     | كوتشيكامي (ضيف الحلقة 3)                              | أراكي كاكونوشين |

دراما خاصة
| سنة العرض | القناة | عنوان الدراما         | الدور          |
| --------- | ------ | --------------------- | -------------- |
| 2001      | TBS    | شونين وا توري ني ناتا | غير محدد       |
| 2006      | TBS    | هابي!                 | أوتوري كيتشيرو |
| 2006      | TBS    | هابي!2                | أوتوري كيتشيرو |

أفلام
| سنة العرض | عنوان الفيلم | الدور    |
| --------- | ------------ | -------- |
| 2002      | موهوهون      | غير محدد |

### الحفلات والمسرحيات الموسيقية
| السنة | العنوان         | التاريخ                        | نوعية الدور |
| ----- | --------------- | ------------------------------ | ----------- |
| 2001  | شوك             | من ديسمبر 2001 إلى يناير 2002  | دور مساند   |
| 2002  | شوك             | من 4 إلى 28 يونيو              | دور مساند   |
| 2003  | شوك إز رييل شوك | من 8 يناير حتى 25 فبراير       | دور مساند   |
| 2005  | هي سي دريم بويز | 27 أبريل حتى 15 مايو في أوساكا | دور مساند   |
| 2006  | دريم بويز       | من 3 يناير حتى 29 يناير        | دور مساند   |

برامج الراديو
كاتون ستايل : يقوم به برفقة العضو تاناكا كوكي ويبث كل يوم اثنين وثلاثاء من الساعة 23:50- 24:00
في عام 2007, اُستُبدل كوكي بـ أكانيشي جين ليحل محله في البرنامج الإذاعي كاتون ستايل، وذلك من أجل دعم دراما يوكان كلوب التي تجمعهما (أكانيشي جين، تاغوتشي جونوسكي). بعد انتهاء الدراما، عاد كوكي للبرنامج.

## إعلاناته التجارية
- 2002 لوت: شوكولاتة كرنكي
- 2003 لوت: علكة بلس إكس
- 2006 لوت: كوروغاريتا
- 2005 روتو: موغيداتا كاجيتسو
- 2005 روتو: روتو سي كلوب
- 2007 روتو: سيسيرا
- 2006 سكاي بيرفكت تيفي: مستقبل قنوات فضائية
- 2006 سكاي بيرفكت تيفي: انتيني توريتسكي 0 ين كامباين
- 2006 دوكومو: هاتف نقال فومانيو9
- 2007-2006 دوكومو: هاتف نقال فوما903 أي

## إنجازاته
- 2007 جائزة جريدة نيكان سبورت: أفضل ممثل مساعد عن دوره في «يوكان كلوب»

## وصلات خارجية
- تاغوتشي جونوسكي على موقع IMDb (الإنجليزية)
- تاغوتشي جونوسكي على موقع ميوزك برينز (الإنجليزية)
- تاغوتشي جونوسكي على موقع قاعدة بيانات الفيلم (الإنجليزية)